# George Stuart
George Stuart (Londres, 17 de juliol de 1618 - 23 d'octubre de 1642) fou un noble, senyor d'Aubigny i militar anglès.
Fill d'Esmé Stuart, duc de Lennox i Katherine Clifton, baronesa de Clifton, va succeir com a senyor d'Aubigny-sur-Nère al seu germà Henry, que havia mort sense descendència. Es va casar en secret el 1639 amb Lady Katherine Howard, filla de Theophilus Howard, duc of Suffolk i Elizabeth Home, amb qui va tenir dos fills, Charles Stuart, que rebre el títol de duc de Lennox, i Katherine que va rebre el de baronesa de Clifton.
Durant la Guerra dels Segadors va defensar Illa al Rosselló amb 600 homes de l'atac de Juan de Garay Otañez, que atacava amb 5.000 homes i artilleria i va participar en la Batalla de Montjuïc de 1641, situant-se a la muntanya de Montjuïc.
Va participar en la Guerra Civil Anglesa, morint a la batalla d'Edgehill, en la que va morir el 23 d'octubre de 1642.